# Conorhynchus
Conorhýnchus — рід жуків родини Довгоносики (Curculionidae).

## Зовнішній вигляд
Жуки цього роду мають середній та досить великий розміри: 9.5-18 мм у довжину. Основні ознаки:
- головотрубка товста, коротка, звужена до вершини, із серединним кілем та трикутним майданчиком біля вершини
- 1-й  членик джгутика вусиків мінімум у 1.5 рази коротший за 2-й
- передньоспинка з перетяжкою біля переднього краю і лопатями за очима;
- надкрила при основі не вужчі, ніж передньоспинка, боки їх паралельні або розширені назад
- гомілки тонкі, передні стегна товсті, 1-й та 2-й членики задніх лапок видовжені, знизу вкриті шипами, передні лапки знизу частково вкриті підошвами
- Тіло зверху та знизу звичайно вкрите сірими або жовтувато-сірими лусочками; на межі 1-го і 2-го черевних стернітів та основи решти стернітів голі й темні

Докладний опис морфології Conorhynchus дивись, а фотографії видів цього роду — на.

## Спосіб життя
Для переважної більшості видів не вивчений, ймовірно, він типовий для Cleonini. Імаго зустрічаються у засолених та/або посушливих біотопах і пов'язані з рослинами родини лободових. У Туркменістані дорослі жуки Conorhynchus faldermanni живляться листям, личинки годуються на корінні, для заляльковування будують ґрунтові колисочки, у яких і зимують жуки нового покоління. У пустелі Негев (Ізраїль) личинки Conorhynchus palumbus на корінні кураю Salsola inermis будують з ґрунту захисні камери із щільними стінками, розвиваються, заляльковуються у них, а дорослі жуки лишаються у цих камерах тривалий час, переживаючи несприятливі умови.

## Географічне поширення
Майже всі види цього роду мешкають у межах східної частини Палеарктики, доходячи на захід до Ірану. Лише окремі види відомі з півдня європейської частини Росії, Закавказзя, Туреччини, Греції, Італії, Близького Сходу та Марокко. Один вид — Conorhynchus nigrivittis зареєстрований і в фауні України.

## Практичне значення
Жука Conorhynchus pulverulentus (під назвою Conorhynchus conicirostris) включено до основних шкідників бурякових плантацій Північного Казахстану. Часом називають шкідниками буряку й інші види цього роду, але даних про реальні економічні збитки при цьому не наводиться.

## Класифікація
Деякі види, що раніше відносили до цього роду, зараз включені до родів Pycnodactylopsis та Temnorhinus. Описано щонайменше 16 видів роду Conorhynchus:
| - Conorhynchus argillaceus Motschulsky, I860 - Conorhynchus balassogloi Faust, 1883 - Conorhynchus candidulus Faust, 1890 - Conorhynchus dissimulatus Menetries, 1849 - Conorhynchus excavatus Zoubkoff, 1833 - Conorhynchus fahraei Chevrolat, 1873 - Conorhynchus faldermanni Fåhraeus, 1842 - Conorhynchus globifrons Faust, 1904 | - Conorhynchus kindermanni Faust, 1904 - Conorhynchus lacerta Chevrolat, 1873 - Conorhynchus luigionii A. Solari & F. Solari, 1905 - Conorhynchus nigrivittis Pallas, 1781 - Conorhynchus palumbus Olivier, 1807 - Conorhynchus pulverulentus Zoubkoff, 1829 - Conorhynchus relictus Meregalli, 2002 - Conorhynchus schrenkii Gebler, 1844 |